# Comunitatea Statelor Latino-Americane și Caraibiene

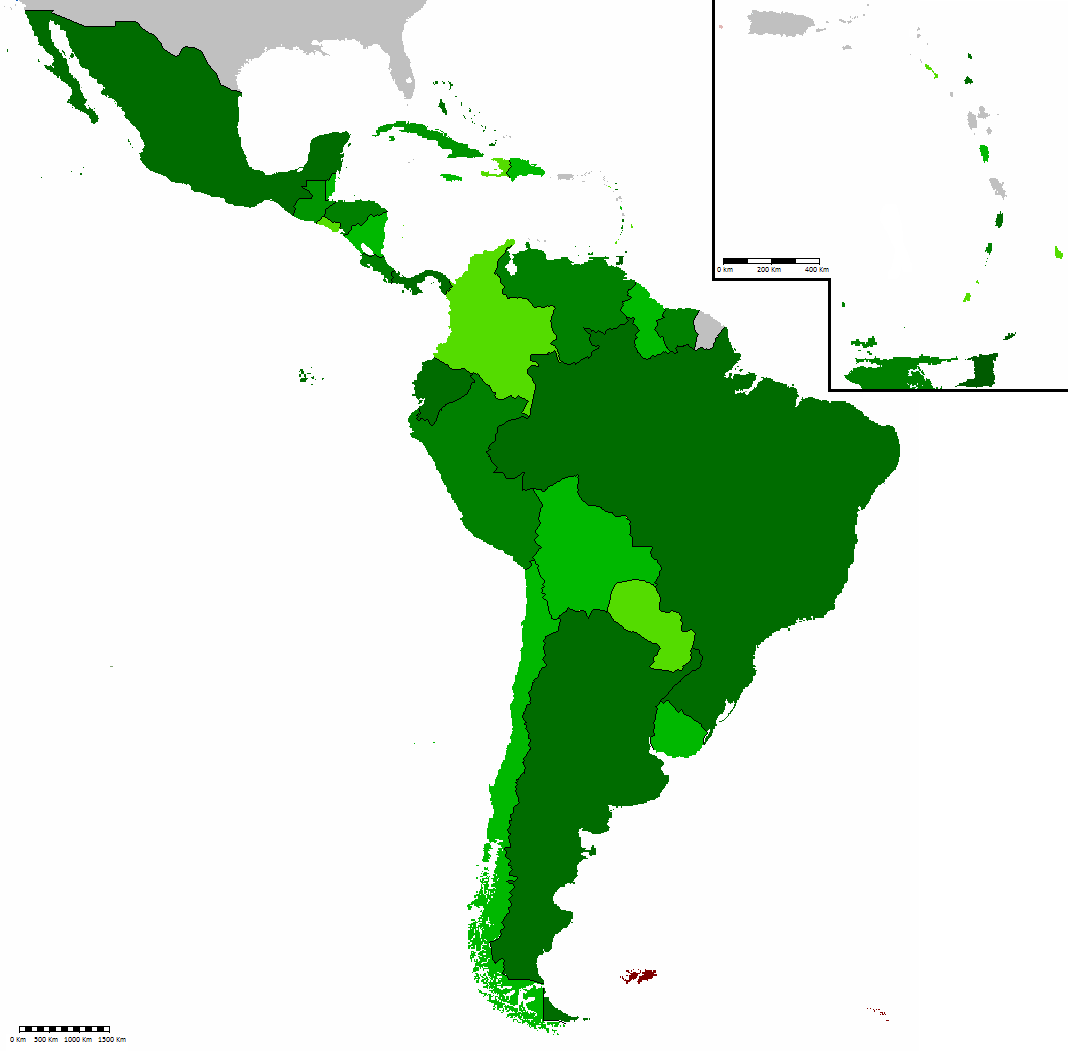

Comunitatea Statelor Latino-Americane și Caraibiene (spaniolă Comunidad de Estados Latinoamericanos y Caribeños, CELAC)  este un bloc regional format din state latino-americane și caraibiene, înființat pe 23 februarie 2010.
Este alcătuit din 33 de state suverane, reprezentând aproximativ 600 milioane de oameni.
Din bloc nu fac parte Statele Unite și Canada. În iunie 2023, CELAC a recunoscut caracterul latino-american și caraibian al insulei Puerto Rico și „face apel la Adunarea Generală a ONU să examineze chestiunea Puerto Rico în întregime și sub toate aspectele ei și să se pronunțe cu privire la această chestiune cât mai curând posibil. pe cat posibil"..